# Абд ар-Рахман дан Абу-Бакр
Абд ар-Рахман (Абду) дан Абу-Бакр (*1828 — 10 жовтня 1902) — султан Сокото в 1891—1902 роках.

## Життєпис
Син султана Абу-Бакра Атіку I. Народився 1828 року. Про молоді роки обмаль відомостей. Носив титул буну, був відповідальним за село Дамбісо, на північ від Вурно. 1891 року посів трон.
Доволі швидко налаштував про себе багатьох через відсутність державного та дипломатичного хисту, жорстокість. Невдовзі спровокував повстання саркіна (намісника) Мафарі еміраті Замфара, яке охопило всю територію останнього. Але султан жорстокими заходами придушив його.
Намагався підкорити емірат Кеббі, чого не досягли його попередники. Втім два великі військові походи завершилися невдачею. За цим зібрав військо всіх східних емірів-васалів, насамперед Кано і Кацини. Але спільне військо зазнало нищівної поразки від Кеббі.
За цим 1893 року затвердив еміром Кано свого прихильника Мухаммада Тукура з роду Белло. Це викликало невдоволення Юсуф Карофі в роду Дабо. Зрештою й той почав війну проти султана. Йому допомагали емірати Гумель, Нінгі та султанат Дамагарам. Зрештою перемогу здобув Алію Баба, спадкоємець Юсуфа. Тукур загинув 1894 року, а емірат Кано здобув незалежність. Водночас перестали коритися султанові західні еміри.
1897 року Хаяту, онук Мухаммада Белло, звернувся до Рабіха аз-Зубайра, правителя Борну, по допомогу в захопленні влади в державі Сокото. 1897 року розпочато військовий похід до Кано, проте невдало. Згодом хаяту розгиркався з Рабіхом, що допомогло султану Абд ар-Рахману відбити новий напад.
1897 року британці зайняли Буссу в Боргу, Нупе і Ілорін (південні емірати під владою Сокото), а 1898 року розділили з Францією Боргу, що на кордоні з Сокото. У відповідь султан наказав вислати всіх торгових і політичних агентів Великої Британії. У 1899 році було закрито кордон для європейців.
1900 року оголошено про утворення британського протекторату Північна Нігерія. Втім він був лише на папері. Абд ар-Рахман не визнав влади Великої Британії. Війська британців водночас з німцями продовжили наступ. Британські загони у 1900—19001 роках рухалися вздовж річки Бенуе, зрештою захопивши Йолу, столицю емірату Адамауа, що прикривав володіння Сокото з південного сходу.
Султан дедалі більше втрачав вплив над підвладними землями. 1902 року британці зайняли емірат Баучі. Того ж року Абд ар-Рахман помер. Йому спадкував небіж Мухаммад Аттахіру I.